# دازایفو (دولت)

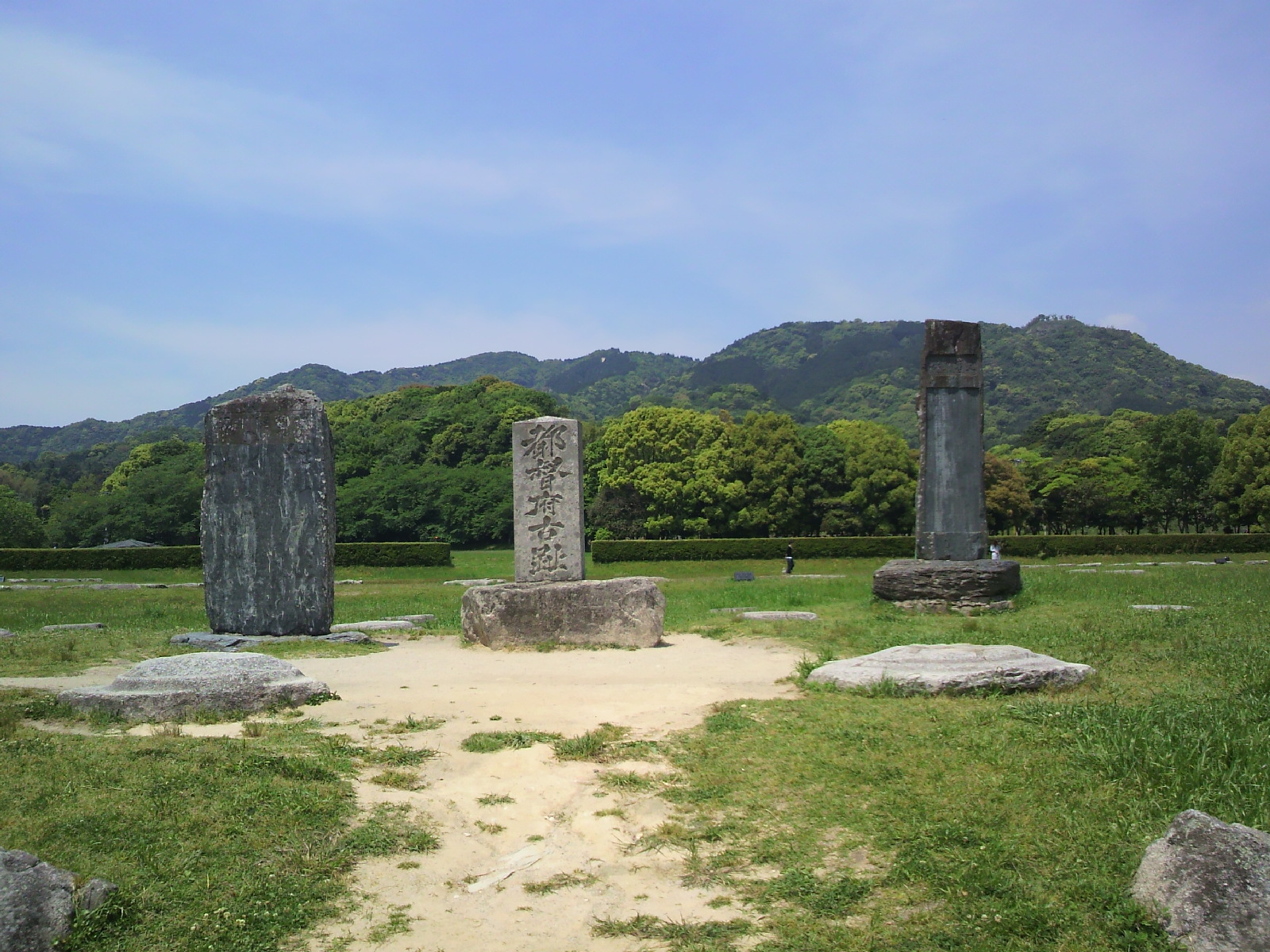
سایت باستانی دفتر مرکزی دازایفو در دازایفو، فوکوئوکا

دازایفو (به ژاپنی: 大宰府 Dazaifu) اصطلاحی است که دولت منطقه ای در کیوشو از قرن هشتم تا قرن دوازدهم اشاره دارد. این دولت منطقه ای در شمال غربی کیوشو در اواخر قرن هفتم تأسیس شد. این نام همچنین ممکن است به محل این دولت در شهر کنونی دازایفو، فوکوئوکا در استان فوکوئوکا اشاره داشته باشد.
در سال ۱۲۶۸، سفیران مغول نامه ای از قوبلای خان را به دولت محلی دازایفو تسلیم کردند. این هیئت دیپلماتیک یکی از سری چندین هیئت دیپلماتیک مغول قبل از حمله مغول به ژاپن بودند.